# 下志万
下志万氏は、京都府の舞鶴湾を拠点に活躍した水軍。

## 概要
当時の水軍は舞鶴湾沿いに根城を持っており、舞鶴市の佐波賀という集落に残る城跡の城主は田辺旧記によると下志万七郎左衛門であったとされる。丹後国加佐郡寺社町在旧起においては「蛇島城主光孝天皇二十九代末孫下志万七郎右衛門助景丹波国何鹿郡志万庄より当国に来る時代不知。」という記述もある。後に没落した。